# Gerhard Schmidhuber
Pour les articles homonymes, voir Schmidhuber.
Gerhard Schmidhuber est un Generalmajor du Troisième Reich, né le 9 avril 1894 à Dresde (Royaume de Saxe) et mort au combat le 11 février 1945 à Budapest (Hongrie).
Il a servi durant la Seconde Guerre mondiale dans l'armée de terre (la Heer) de la Wehrmacht comme commandant de plusieurs divisions blindées.
Il a été décoré de la médaille du front de l'Est et de la croix de chevalier de la croix de fer avec feuilles de chêne.

## Biographie
Né à Dresde, dans le royaume de Saxe, Schmidhuber s'engage le 1er avril 1914 dans l'armée saxonne en tant que volontaire d'un an. Lorsque la Première Guerre mondiale éclate, il est affecté au 177e régiment d'infanterie, où il est promu lieutenant de réserve le 8 septembre 1915. Lorsque la guerre prend fin, il quitte l'armée.
Réincorporé en 1934 comme capitaine dans le 10e régiment d'infanterie, et en 1938, commandant en chef du 2e bataillon de le 103e régiment d'infanterie, avec lequel il participe à la campagne de Pologne lors de la Seconde Guerre mondiale. 

Le 9 septembre 1944, il reçoit le commandement de la 13e Panzerdivision, dont il a dirigé dans la région de Budapest. En octobre 1944, il est promu au grade de Generalmajor.

Quand les Allemands occupèrent la Hongrie en 1944, Schmidhuber devient le commandant suprême des forces militaires allemandes dans ce pays. En tant que tel, il a les relations privilégiées avec le diplomate suédois Raoul Wallenberg qui a sauvé des milliers de Juifs de l'extermination durant l'Holocauste.

Pour ses faits de commandement, il lui est attribué le 21 janvier 1945 les feuilles de chêne de la croix de chevalier de la croix de fer.
Il meurt pendant le siège de Budapest mené par l'armée soviétique.
Il a été honoré en 2007 par le journal hongrois Népszabadság sur le fait qu'il a empêché la liquidation du ghetto juif de Budapest à l'arrivée de l'Armée rouge.

## Décorations
- Croix de fer 1914
  - 2e classe
  - 1re classe
- Agrafe de la croix de fer (1939)
  - 2e classe
  - 1re classe
- Croix allemande en or (28 février 1944)
- Croix de chevalier de la croix de fer avec feuilles de chêne
  - Croix de chevalier (13 octobre 1943)
  - Feuilles de chêne (21 janvier 1945)